# Cerro Delgado Chalbaud
Pour les articles homonymes, voir Delgado.
Le cerro Delgado Chalbaud, ou mont Delgado-Chalbaud, est un sommet de la sierra Parima, chaîne de montagnes frontalière entre le Brésil et le Venezuela. Il culmine à 1 047 mètres d'altitude et abrite les sources de l'Orénoque, plus long et principal fleuve du Venezuela.